# Atratinus
Atratinus ist ein römisches Cognomen, das vermutlich ursprünglich die Herkunft aus einem Ort namens Atratia angab. Es kam fast ausschließlich als Name einer patrizischen Familie der gens Sempronia vor.

## Bekannte Namensträger
- Aulus Sempronius Atratinus, magister equitum des Lucius Quinctius Cincinnatus
- Aulus Sempronius Atratinus (Konsul 497 v. Chr.), mutmaßlicher Konsul der Jahre 497 und 491 v. Chr.
- Aulus Sempronius Atratinus (Konsulartribun), Militärtribun mit konsularischer Gewalt
- Aulus Sempronius Atratinus (Konsulartribun 425 v. Chr.), Konsulartribun 425, 420 und 416 v. Chr.
- Gaius Sempronius Atratinus, römischer Konsul 423 v. Chr.
- Lucius Sempronius Atratinus (Konsul 444 v. Chr.), römischer Konsul
- Lucius Sempronius Atratinus (Suffektkonsul 34 v. Chr.) (73 v. Chr.–7 n. Chr.), römischer Suffektkonsul
- Marcus Asinius Atratinus, römischer Konsul 89